# Station Radnica
Station Radnica is een spoorwegstation in de Poolse plaats Szklarka Radnicka.